# محمدحسین شیرازی

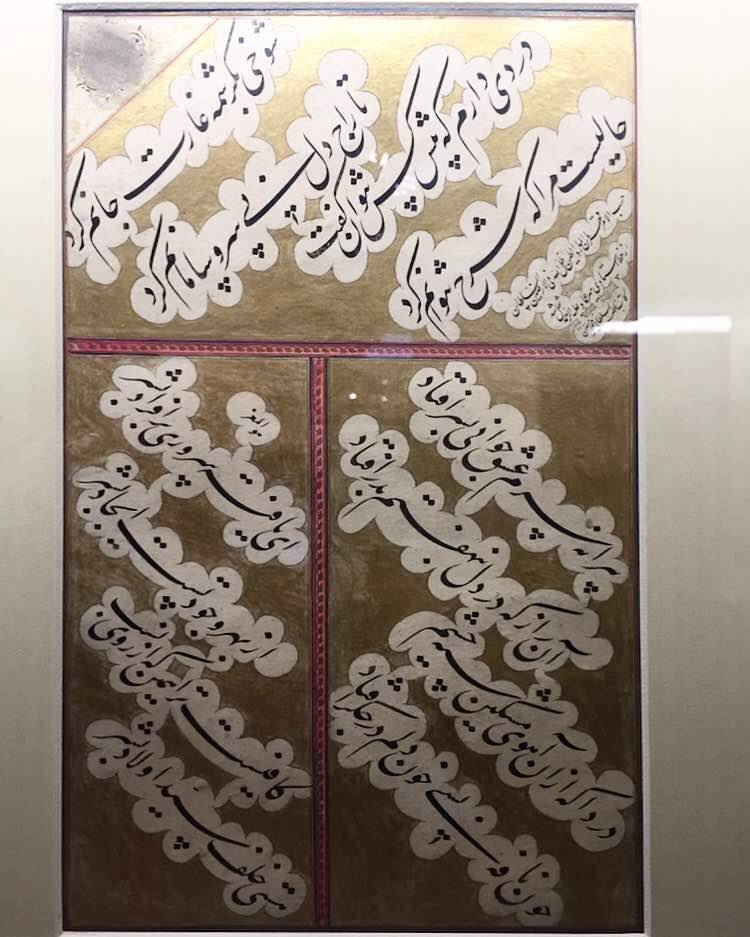
نمونه ای از خط محمدحسین شیرازی

میرزا محمد حسین شیرازی معروف به «کاتب‌السلطان» فرزند حاج محمدحسن شیرازی و مادرش دختر حاجی میرزا محمد تاجر شیرازی است.
- وی از بهترین خوشنویسان قرن سیزدهم ه ق  و ازجمله معدود نستعلیق نویسانی است که خطوط مختلف را از شش دانگ جلی (بسیار درشت) تا کتابت خفی و غبار (بسیار ریز) به خوبی می‌نوشته‌است.

- نام وی را  فرصت الدوله شیرازی  درکتاب اثار عجم در صفحه ۵۴۶ در معرفی خوشنویسان برتر شیراز اورده ٬وبا توجه به درج نامش در این کتاب وتاریخ چاپ سنگی در مطبع ناصری که در سال ۱۲۷۲ خورشیدی نشر یافته می‌توان با در نظر گرفتن زمان نشر این کتاب ونوشته فرصت که اینگونه مینویسد. ( میرزا محمد حسین کاتب السلطان  از نستعلیق نویسانست وسال‌ها ساکن تهران ) ٬ از این رو می‌توان با توجه به درج لقب کاتب السلطان در این کتاب تخمین زد که ایشان از اواسط دهه۱۲۶۰ ه ق در دارالخلافه تهران مشغول به کتابت بوده.

- او احتمالا حدود سال۱۲۲۰ ه ق در شیراز متولد شده و بنا به نوشته خود درایام جوانی پس از اینکه خطش سرو سامانی یافت در تهران به فعالیت پرداخت وتوسط یکی از خاصان دربار به حضور ناصرالدین شاه رسیده وصفحه‌هایی از مثنوی مولوی را که در حال کتابت بوده به شاه عرضه داشت ٬شاه نیز از هنر وی تمجید و او را به تکمیل ان کتاب مامور می‌کند .
- از وی آثاری بین ۱۲۵۱ تا ۱۳۱۶ قمری  دیده شده  و کتاب‌هایی به خط او [۱]
- وی در دربار ناصرالدین شاه دارای قرب و مقام بوده و پس از قتل او به دربار مظفرالدین شاه راه یافت.
- یکی از قدیمی‌ترین اثار بر جای مانده از خط ناخنی متعلق به وی  محمد حسین شیرازی  است که در تاریخ ۱۲۷۹ه ق خلق گردیده و در جلد دوم کتاب (مرقع رنگین)به چاپ رسیده. اصل این اثر در موزه کاخ گلستان نگهداری می‌شود.
- نسخه ٔ شش دفتر مثنوی که برای ناصرالدین شاه کتابت کرده یکی از نفیس‌ترین آثار به خط نستعلیق است. وی تا زمان جلوس مظفرالدین شاه نیز از کتّاب سرکاری بوده و در کتابی که به امر مظفرالدین شاه کتابت کرده «کاتب الحضرةالسلطانی، مستوفی دیوان اعلی» رقم کرده‌است.
- نسخه کامل از (نگارستان جامی )با کتابت فاخر نستعلیق با رقم محمد حسین شیرازی سنه ۱۲۷۹ه ق.
- کتابت شعر بر روی یکی از درب شاهچراغ که هم‌اکنون در موزه شاهچراغ نگهداری می‌شود. درتاریخ ۱۲۵۱ خورشیدی.
- کتیبه سنکی تخت مرمر در کاخ کلستان بخط و امضای او همراه با درج تاریخ۱۲۷۳ه ق.
- نسخه کامل(دیوان نور علی شاه) با کتابت فاخر نستعلیق با رقم محمد حسین شیرازی.

آثار او تا تاریخ ۱۳۱۶ نیز دیده شده و پس از آن معلوم نشد تا چه زمانی می‌زیسته‌است.